# Akullthyesit
AkullThyesit (isbrytarna) är ett albanskt rockband från Elbasan. Bandet bildades 1989 i Elbasan av Bledar Shishmani och Gentian Haxhiademi. 
AkullThyesit höll sin första konsert 1991 i Elbasan. 1992 ställde gruppen upp i Festivali i Këngës 31, som vid tidpunkten var den viktigaste och enda musikaliska festivalen i landet. De deltog med låten "Vrasje në errësirë". De gjorde ett nytt försök i Festivali i Këngës 34 1995 med låten "Vetmi e harruar". 
2017 kommer AkullThyesit att göra comeback i Festivali i Këngës. De ställer upp i Festivali i Këngës 56 med bidraget "Divorci" (skilsmässa) som Bledar Shishmani skrivit och komponerat.